# آلبرت کسلرینگ
آلبرت کنراد کسلرینگ (به آلمانی: Albert Konrad Kesselring) (۳۰ نوامبر ۱۸۸۵ – ۱۶ ژوئیه ۱۹۶۰) نظامی و فیلدمارشال آلمانی در دوره رایش سوم و از فرماندهان ارشد لوفت‌وافه در جریان جنگ جهانی دوم بود. کسلرینگ با دستیابی به مقامات بالا، یکی از پرافتخارترین فرماندهان ورماخت و جزو تنها ۲۷ تنی بود که به دریافت نشان صلیب شوالیه صلیب آهنین با برگ‌های بلوط، شمشیرها و الماس‌ها نائل آمد.
کسلرینگ سال ۱۹۰۴ به نیروی زمینی امپراتوری آلمان پیوست و رزم‌گاه را در جبهه‌های غربی و شرقی جنگ جهانی اول تجربه کرد. در میانه این جنگ وارد نیروی هوایی شد. پس از جنگ و ممنوعیت نیروی هوایی در آلمان، در نیروی زمینی رایشسور باقی ماند. سال ۱۹۳۳ از خدمت در نیروی زمینی مرخص شد تا به عنوان یک غیرنظامی رئیس بخش مدیریت وزارت هوانوردی رایش شود. او با هرمان گورینگ، فرمانده لوفت‌وافه دوستی شخصی داشت. کسلرینگ در شکل‌گیری مجدد نیروی هوایی موثر بود. پس از علنی شدن وجود لوفت‌وافه، بین سال‌های ۱۹۳۶ تا ۱۹۳۸ ستاد کل آن را ریاست کرد. با آغاز جنگ جهانی دوم، فرمانده ناوگان هوایی بود و به شکل موثری در نبردهای لهستان، فرانسه و بریتانیا عمل نمود. ماه ژوئیه سال ۱۹۴۰ به درجه فیلدمارشال نائل آمد. سپس در جریان عملیات بارباروسا با ناوگان هوایی خود به جبهه شرقی فرستاده شد و حضور  موفقی در میدان جنگ علیه شوروی داشت.
کسلرینگ ماه اکتبر سال ۱۹۴۱ به فرماندهی کل جبهه جنوب غربی منصوب گشت و مامور به پشتیبانی از نیروهای محور در شمال آفریقا بود. در پی خروج ایتالیا از جنگ و تهاجم متفقین به خاک این کشور، کسلرینگ به عنوان فرمانده کل جبهه جنوبی، مجموعه‌ای از نبردهای دفاعی در مقابل پیشروی دشمن به اجرا گذاشت. اواخر جنگ فرمانده کل جبهه غربی و دوباره فرمانده کل جبهه جنوبی بود. ماه مه سال ۱۹۴۵ به اسارت درآمد. پس از جنگ به اتهام جنایت جنگی به مرگ محکوم شد اما این حکم بعدا به حبس ابد تقلیل یافت. کسلرینگ در نهایت سال ۱۹۵۲ از زندان آزاد شد و سال ۱۹۶۰ درگذشت.

## سال‌های اولیه
آلبرت کنراد کسلرینگ روز ۳۰ نوامبر سال ۱۸۸۵ در مارکتشتفت در پادشاهی بایرن زاده شد. پدرش معلم مقطع ابتدایی بود و خاندان او هیچ سابقه نظامی‌گری نداشت. خانواده او ابتدا به وونزیدل و سپس در سال ۱۸۹۸ به بایرویت نقل مکان کرد. کسلرینگ سال ۱۹۰۴ مدرک دبیرستان گرامر را دریافت نمود. معلمانش او را «پسری خوب و رُک» با استعدادی در حد متوسط توصیف می‌کردند.
کسلرینگ روز ۲۰ ژوئیه سال ۱۹۰۴ به عنوان داوطلب در هنگ ۲ توپخانه پیاده در متس وارد ارتش بایرن شد. او روز ۲۵ اکتبر همان سال به درجه سرجوخه و سپس روز ۴ فوریه سال ۱۹۰۵ به عنوان نامزد افسری به درجه گروهبان یکم ترفیع یافت. کسلرینگ از روز ۱ مارس سال ۱۹۰۵ تا ۲۵ ژانویه سال ۱۹۰۶ را در دانشکده جنگ گذراند و در روز ۸ مارس سال ۱۹۰۶ با درجه ستوان دوم خدمت رسمی خود را آغاز کرد. از ۱ اکتبر سال ۱۹۰۸ تا ۱۸ مارس سال ۱۹۱۰ در دانشکده توپخانه و مهندسی در مونشن به تحصیل پرداخت. او بین روزهای ۴ تا ۲۲ ژوئن سال ۱۹۱۲ یک دوره آموزشی دیده‌بان بالون را در گردان بالون هوایی طی نمود. فرمانده هنگ او را یکی از بهترین افسران خواند که آینده امید بخشی پیش رو دارد. کسلرینگ روز ۱ اکتبر سال ۱۹۱۲ آجودان گردان ۱ هنگ توپخانه خود شد. روز ۲۵ اکتبر سال ۱۹۱۳ به درجه ستوان یکم ترفیع گرفت.

### جنگ جهانی اول
در جریان جنگ جهانی اول وظایف مختلف ستادی و فرماندهی بر عهده داشت. ابتدا در تهاجم ناموفق آلمان در نانسی و سپس در ماه نوامبر سال ۱۹۱۴ در فلاندر مشارکت کرد. روز ۵ دسامبر همان سال به قرارگاه تیپ ۱ توپخانه پیاده بایرن منتقل شد و مدتی آجودان این یگان بود. کسلرینگ از ۸ مه تا ۲ سپتامبر سال ۱۹۱۵ به هنگ ۲ توپخانه پیاده بازگشت و در جایگاه آجودان آن قرار داشت. او مجدداً به قرارگاه تیپ ۱ توپخانه پیاده منتقل گشت و روز ۱۹ مه سال ۱۹۱۷ به درجه سروانی ترفیع یافت. کسلرینگ روز ۶ مارس سال ۱۹۱۷ آجودان فرماندهی شماره ۳ توپخانه بایرن شد. ماه آوریل هنگام تهاجم نیروهای بریتانیایی در ویمی، در خط مقدم بود و عملکرد قابل ملاحظه‌ای از خود نمایش داد. پس از گذراندن یک دوره کوتاه بین روزهای ۸ تا ۱۳ اکتبر در دانشکده محافظت شیمیایی در برلین، به ستاد لشکر دوم سرزمینی بایرن در جبهه شرقی فرستاده شد. روز ۴ ژانویه سال ۱۹۱۸ به عنوان یک افسر ستاد کل به جبهه غربی بازگشت. ابتدا در ستاد ارتش ششم و سپس از ۱۵ آوریل در ستاد سپاه سلطنتی بایرن خدمت کرد. در این مدت با وجود عدم رزم در سنگرها، نشان درجه یک و دو صلیب آهنین به او اعطا گردید.

## رایشسور
کسلرینگ پس از جنگ جزو نیروی صد هزار نفری رایشسور باقی ماند. مدتی با دوری از وظایف ستادی، از ۲۴ اوت سال ۱۹۱۹ فرماندهی یک آتشبار را ابتدا در هنگ ۲۴ توپخانه و سپس از روز ۱ ژانویه سال ۱۹۲۱ در هنگ ۷ توپخانه، بر عهده داشت. روز ۱ اکتبر سال ۱۹۲۲ وارد وزارت رایشسور در برلین شد و در روز ۱ آوریل سال ۱۹۲۴ به دفتر نیرو منتقل گشت. روز ۱ آوریل سال ۱۹۲۵ به درجه سرگرد و روز ۱ فوریه سال ۱۹۳۰ به درجه سرهنگ دوم ترفیع گرفت. کسلرینگ روز ۱ فوریه ۱۹۳۲ به فرماندهی گردان ۳ هنگ ۴ توپخانه رسید. روز ۱ اکتبر همان سال به درجه سرهنگ ترفیع یافت.

## ورماخت
ترفیع درجه
- ۸ مارس ۱۹۰۶: ستوان دوم
- ۲۵ اکتبر ۱۹۱۳: ستوان یکم
- ۱۹ مه ۱۹۱۶: سروان
- ۱ آوریل ۱۹۲۵: سرگرد
- ۱ فوریه ۱۹۳۰: سرهنگ دوم
- ۱ اکتبر ۱۹۳۲: سرهنگ
- ۱ اکتبر ۱۹۳۴: سرتیپ
- ۱ آوریل ۱۹۳۶: سرلشکر
- ۱ ژوئن ۱۹۳۷: سپهبد (ژنرال نیروی هوایی)
- ارتقا مستقیم از سپهبد به فیلدمارشال با رد کردن درجه ارتشبد
- ۱۹ ژوئیه ۱۹۴۰: فیلدمارشال

کسلرینگ روز ۱ اکتبر سال ۱۹۳۳ رسماً نیروی زمینی را ترک کرد و به عنوان یک غیرنظامی وزارت هوانوردی رایش منتقل شد تا وارد لوفت‌وافه که به شکل مخفیانه تشکیل شده بود، گردد. او با هرمان گورینگ، فرمانده لوفت‌وافه، رابطه دوستی داشت.

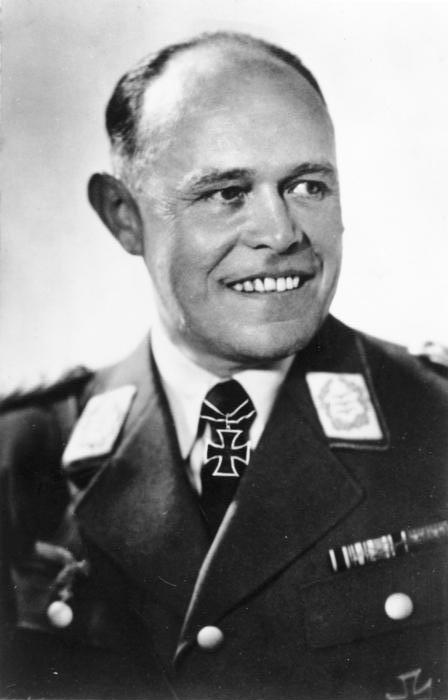
روی متبسم لقب «آلبرت خندان» را برای کسلرینگ به همراه داشت. ۳۰ سپتامبر ۱۹۳۹

کسلرینگ سال ۱۹۳۳ در سن ۴۸ سالگی پرواز کردن را آموخت و روز ۱ آوریل سال ۱۹۳۴ به درجه سرتیپ ترفیع گرفت. پس از علنی شدن وجود لوفت‌وافه در ۲۶ فوریه سال ۱۹۳۵، به عنوان رئیس بخش مدیریت وزارت هوانوردی انتخاب شد. در این جایگاه مسئول تأمین غذا و البسه، امور مالی و ساخت پایگاه‌های هوایی لوفت‌وافه بود. روز ۱ آوریل سال ۱۹۳۶ به درجه سرلشکری ترفیع گرفت. روز ۱۲ ژوئن، پس از کشته شدن والتر وور در یک سانحه هوایی، ریاست دفتر فرماندهی لوفت‌وافه به کسلرینگ سپرده شد. در این مدت عامل اصلی الغای برنامه بمب‌افکن‌های سنگین آلمان بود. به هر حال، با کشمکش قدرت و رقابت‌های موجود در لوفت‌وافه از جمله درگیری او با ارهارت میلش، کسلرینگ به خوبی قادر به اداره امور نبود. از این رو خواهان تغییر جایگاه خود شد. به هر صورت، با سازمان‌دهی مجدد دفتر فرماندهی و بدل گشتن آن به ستاد کل لوفت‌وافه، کسلرینگ مدتی ریاست این ستاد را بر عهده داشت تا این که سرهنگ هانس-یورگن اشتومپف جانشین او شد.
کسلرینگ روز ۱ ژوئن سال ۱۹۳۷ به درجه سپهبد (ژنرال نیروهای هوایی) ترفیع گرفت و فرمانده منطقه شماره ۳ هوایی در درسدن شد. سال به فرماندهی شماره ۱ لوفت‌وافه در برلین منتقل گردید که بعداً ناوگان یکم هوایی نام گرفت.

### جنگ جهانی دوم

#### لهستان و فرانسه
هنگام آغاز جنگ جهانی دوم در سال ۱۹۳۹، کسلرینگ فرماندهی ناوگان یکم هوایی لوفت‌وافه در لهستان را بر عهده داشت. نیروهای او می‌بایست در قالب تاکتیک بلیتس‌کریگ، برای گروه ارتش شمال، تحت امر ارتشبد فدر فون بک، پشتیبانی هوایی تأمین می‌کردند. با عملکرد مناسب در این مسئولیت روز ۳۰ سپتامبر سال ۱۹۳۹ نشان عالی صلیب شوالیه صلیب آهنین به او اعطا شد. پس از اتمام نبرد لهستان کسلرینگ روز ۱۲ ژانویه سال ۱۹۴۰ به فرماندهی ناوگان دوم هوایی لوفت‌وافه منصوب شد و به جبهه غربی منتقل گردید. یگان تحت امر او نقش ویژه‌ای در پشتیبانی از گروه ارتش آ فون بک و پیروزی آلمان در نبرد فرانسه در سال ۱۹۴۰ ایفا نمود. کسلرینگ هوادار حملات هوایی گسترده و همکاری متقابل اسکادران‌ها با یکدیگر به جای عمل انفرادی بود. به با این وجود نیروهای گورینگ نتوانستند به ادعای گورینگ مبنی بر انهدام نیروهای بریتانیایی در دانکرک از طریق هوا جامه عمل بپوشانند. به هر صورت خود چنین عملیات هوایی را «فراتر از توان نیروهای مستهلک‌شده» خود می‌دانست. در پی تسلیم فرانسه کلسلرینگ در مراسم ترفیع چندین تن از فرماندهان ارشد ورماخت، روز ۱۹ ژوئیه سال ۱۹۴۰ به درجه فیلدمارشال نائل آمد. او یکی سه ژنرال نخست لوفت‌وافه، جز گورینگ، بود که به این درجه می‌رسید.

#### نبرد بریتانیا
مابقی روزهای سال ۱۹۴۰ نیروهای کسلرینگ در تلاش برای به دست آوردن برتری هوایی بر فراز جزیره بریتانیا بودند. او اوایل ماه سپتامبر سال ۱۹۴۰، در مخالفت با فیلدمارشال هوگو اشپرله، فرمانده ناوگان سوم هوایی، بر این عقیده بود که بازوی جنگنده نیروی هوایی بریتانیا به اندازه‌ای تضعیف شده‌است که وقت آن است که بمباران‌های لوفت‌وافه به جای پایگاه‌های هوایی و راداری، متوجه لندن شود. این نظر که مطابق خواست فرماندهی عالی بود در نهایت اجرایی شد. کسلرینگ، بر خلاف بسیاری دیگر نسبت به اجرای عملیات زی‌لووه، تهاجم آلمان به بریتانیا، خوش‌بینی ابراز می‌کرد. به هر صورت معتقد بود لوفت‌وافه، بدون پشتیبانی کریگس‌مارینه و استفاده از نیروهای هوابرد، به تنهایی از عهده آن برنخواهد آمد. در هر حال با آغاز طرح‌ریزی آلمان برای تهاجم به شوروی، کسلرینگ و ناوگان دوم هوایی او بهار سال ۱۹۴۱ به مناطق شرقی منتقل شدند.

#### جبهه شرقی
در جریان عملیات بارباروسا از ماه ژوئن سال ۱۹۴۱، هواگردهای کسلرینگ این بار نیز از نیروهای فون بک در گروه ارتش مرکز پشتیبانی می‌کردند و عملکرد موفقیت‌آمیزی به نمایش گذاشتند. پس از سلطه بر اسمولنسم، کسلرینگ، همانند اغلب فرماندهان ارشد، به‌شدت خواهان ادامه حرکت مستقیم گروه ارتش مرکز و تهاجم همه‌جانبه در اوایل ماه سپتامبر به سمت مسکو بود. البته این بار چنین نشد.

#### مدیترانه و شمال آفریقا

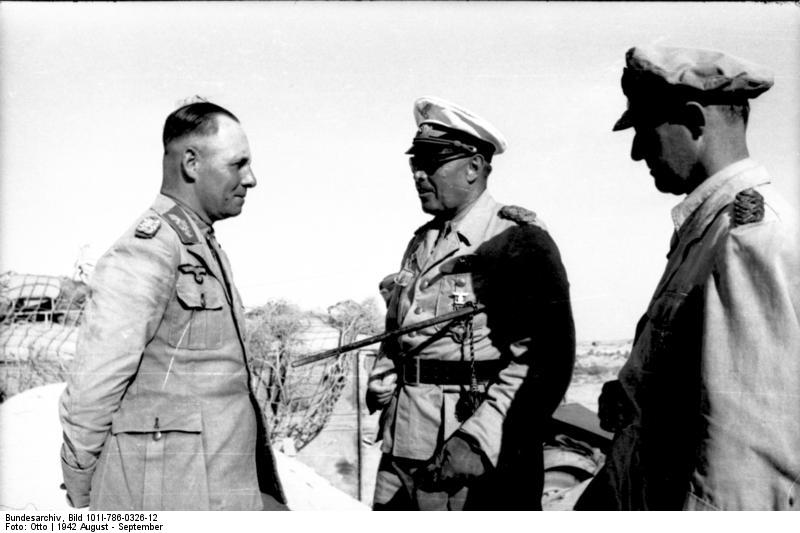
نفر میانی، در کنار اروین رومل، شمال آفریقا، اوت ۱۹۴۲

ناوگان دوم هوایی ماه اکتبر به مدیترانه و شمال آفریقا منتقل شد؛ جایی که اسما زیر نظر فرماندهی عالی ایتالیا بود. کسلرینگ روز ۲ دسامبر سال ۱۹۴۱ به عنوان فرمانده کل جبهه جنوبی منصوب گردید و قرارگاه خود را به رم منتقل نمود. این انتصاب برای یک افسر لوفت‌وافه قابل توجه بود. در این جایگاه تمامی نیروهای آلمانی در جنوب اروپا و همچنین آفریکاکور در شمال آفریقا تحت امر او بودند. به هر صورت این مقام کسلرینگ همچنان از جانب لوفت‌وافه به حساب می‌آمد و وظیفه اصلی او تدارکات رسانی به قوای سپهبد اروین رومل در شمال آفریقا، مقابله با پایگاه بریتانیایی‌ها در مالت و باز نگاه داشتن مسیرهای دریایی مدیترانه بود. کسلرینگ تعامل بهتری نسبت به افسران آلمان ارشد دیگر با فرماندهی عالی ایتالیا داشت. در دوره موفقیت‌های نیروهای محور در شمال آفریقا برگ‌های بلوط صلیب شوالیه را روز ۲۵ فوریه سال ۱۹۴۵ و شمشیرهای آن را روز ۱۸ ژوئیه همان سال دریافت کرد. کسلرینگ با تأکید بر اهمیت مالت توصیه به تهاجم به این جزیره پیش از حمله به طبرق در سال ۱۹۴۲، نمود. او بهترین زمان برای این کار را اواخر ماه آوریل دانست و موسولینی، نخست‌وزیر ایتالیا، را نیز در این جهت با خود همراه کرد. به هر حال فرماندهی عالی آلمان آن را در این زمان نشدنی خواند و اجازه اجرای عملیات را نداد؛ او تنها توانست طرح‌ریزی نظری آن را پیش ببرد که حتی پس از تسخیر طبرق بلااستفاده ماند.
کسلرینگ در نهایت نتوانست پوشش هوایی و تدارکات‌رسانی کافی برای رومل تأمین کند. البته او شدیداً معترض و مخالف پیشروی بیش از حد نیروهای فرسوده رومل در مصر بود که معضلات حل‌نشده تدارکاتی را تشدید می‌کرد و لوفت‌وافه قادر به پشتیبانی از آن نبود. کسلرینگ جهت تأمین خواسته‌های ایتالیایی‌ها بیشتر وقت خود را در رم بود. بدین ترتیب با وجود صورت دادن بازدیدهای مکرر از شمال آفریقا، به عنوان مافوق رومل هیچگاه رابطه نزدیک و موفقی با او نداشت. کسلرینگ با توسل به تجربه حمله به دیئپ در سال ۱۹۴۲، مثل همیشه امیدوار بود پیاده‌سازی متفقین در شمال آفریقا نیز دفع شود که در نهایت چنین نشد.

#### ایتالیا
با پیاده‌سازی متفقین در سیسیل در ماه ژوئیه سال ۱۹۴۳ و تخلیه موفق نیروهای آلمانی به بدنه اصلی خاک ایتالیا، کسلرینگ ماه نوامبر به عنوان فرمانده کل جبهه جنوب غربی و گروه ارتش سی منصوب شد. دو ارتش دهم و چهاردهم برای دفاع از ایتالیا تحت امر او بود. او در این مأموریت استفاده خوبی از عوارض جغرافیایی کوهستانی ایتالیا کرد که برای مدافع مزیت‌آفرین بود؛ به وجهی که پیشروی قوای متفقین از سالرنو تا کاسینو در فاصله کمتر از ۲۰۰ کیلومتری، ۸ ماه به طول انجامید. به هر صورت از حمله مشکلات کسلرینگ دست پایین در توان هوایی و رزم در سرزمینی با مردمان بالقوه متخاصم بود. یکی از نگرانی‌های دیگر او اقدامات پارتیزان‌های ایتالیایی بود. کسلرینگ ماه ژوئن سال ۱۹۴۴ با صدور فرمانی از نیروهای خود خواهان شدت عمل تام علیه این پاتیزان‌ها شد و به فرماندهان اطمینان دریافت پشتیبانی در این مسئله داد.
با وجود این که جبهه ایتالیا از اولویت بالایی از منظر تدارکات‌رسانی نزد فرماندهی عالی آلمان برخوردار نبود، نیروهای کسلرینگ تا اوایل سال ۱۹۴۵ مجموعه‌ای از نبردهای دفاعی مؤثر را در ایتالیا به انجام رساندند و پیشروی دشمن را به تأخیر انداختند. با وجود تلاش‌های مکرر و پرخسارت دشمن، نیروهای کسلرینگ هیچگاه به محاصره نیفتادند. در این میانه به جهت این عملکرد ماهرانه روز ۱۹ ژوئیه سال ۱۹۴۴ الماس‌ها به نشان صلیب شوالیه او افزوده شد. خود کسلرینگ هنگام سرکشی از خط مقدم در ماه اکتبر سال ۱۹۴۴ در یک حادثه خودرویی جراحت برداشت و چند ماه قادر به خدمت فعال نبود.

#### پایان جنگ
روز ۹ مارس سال ۱۹۴۵ با خلع شدن فیلدمارشال گرت فن روندشتت، کسلرینگ به فرماندهی کل جبهه غربی رسید. به هر صورت دیگر برای صورت دادن اقدامی مؤثر در خط مقدم که به ناحیه راینلند در غرب آلمان رسیده بود، بسیار دیر شده و جنگ از پیش مغلوبه بود. اواخر ماه آوریل مجدداً فرمانده کل جبهه جنوبی شد و مسئول جنوب شرقی آلمان، بیشتر اتریش، نیمی از چکسلواکی، شمال ایتالیا و بخشی از یوگسلاوی بود. تا وقتی هیتلر زنده بود با تسلیم به دشمن مخالفت می‌کرد. پس از صورت گرفتن مذاکرات مخفیانه توسط فرمانده پیشین، کسلرینگ در نهایت روز ۳ مه، پس از مرگ هیتلر، با اکراه تسلیم نیروهای جبهه خود به متفقین را پذیرفت.

## پس از جنگ
با وجود نگاه احترام‌آمیز فرماندهان متفقین به او، پس از پایان جنگ کسلرینگ روز ۶ مه سال ۱۹۴۷ به عنوان جنایت‌کار جنگی به دست بریتاینایی‌ها محاکمه و به اتهام اعدام پارتیزان‌ها توسط نیروهای او، به مرگ محکوم شد. با این حال این حکم مورد اعتراض مقامات بالا واقع گشت و ماه ژوئیه به حبس ابد تقلیل یافت. کسلرینگ در نهایت ماه اکتبر سال ۱۹۵۲ به جهت آنچه مشکلات سلامتی اذعان گشت، از زندان آزاد شد. فیلدمارشال آلبرت کسلرینگ در نهایت روز ۱۶ ژوئیه سال ۱۹۶۰ در باد نائوهایم درگذشت.

## زندگی شخصی
کسلرینگ روز ۲۹ مارس سال ۱۹۱۰ با پائولینه آنا کایسلر ازدواج کرد. این وصلت هیچ فرزندی به بار نیاورد تا زوج سال ۱۹۱۳ راینر، پسر عمو زاده کسلرینگ را به فرزندخواندگی بگیرند.